# مهندسی میکروفرایند
مهندسی میکروفرایند، علم انجام فرایندهای شیمیایی یا فیزیکی (عملیات واحد) در حجم اندک، معمولاً داخل کانال‌هایی با قطر کمتر از 1 میلی‌متر (microchannels) یا سازه‌های دیگر با ابعاد زیر میلیمتری است. این فرآیندها معمولاً در حالت جریان مداوم انجام می‌گیرند، بر خلاف فرایند batch production، قابلیتی را به وجود می‌آورند که به قدری بالا هست که مهندسی میکروفرایند را به ابزاری برای تولید شیمیایی تبدیل کند. به همین دلیل مهندسی میکرو فرآیند نباید با میکروشیمی اشتباه شود؛ علمی که با مقادیر بسیار اندک ماده سر و کار دارد. 
زیر شاخه ای از مهندسی میکروفرآیند که به واکنش‌های شیمیایی می‌پردازد، در رآکتورهای میکروساختار یا همان میکرورآکتورها انجام می‌شود، , همچین به عنوان تکنولوژی میکروواکنش هم شناخته می‌شود.
مزایای منحصر به فرد راکتورهای میکروساختار یا میکرورآکتورها، افزایش انتقال گرمای به خاطر نسبت سطح به حجم بالا و افزایش انتقال جرم است. برای مثال شاخص طول فرایندهای انتشار  قابل مقایسه با میکروکانال‌های با همان طول یا حتی کوتاهتر است که مخلوط کردن واکنش دهنده‌ها را در زمان بسیار کوتاه (به‌طور معمول میلی ثانیه) و با کارایی بالا ممکن میسازد. ویژگی رسانایی خوب گرما، کنترل دقیق دمای واکنش‌ها را ممکن میسازد. برای مثال زمانی که میکرورآکتور دارای مجموعه دومی از میکروکانال ("کانال خنک کننده" که در آن جریان مایع سردی با ظرفیت گرمایی بالا نگهداری می‌شود) باشد که جریان آن جدای از کانال واکنش است، واکنش‌های بسیار گرمازا می‌توانند تقریباً به‌طور هم دما انجام شوند. همچنین ممکن است درجه حرارت میکرورآکتورها را به سرعت تغییر داد تا تعمدا به رفتاری غیر هم دما دست یابیم.

## تقویت فرایند
در حالی که ابعاد هر کانال منفرد کوچک است، یک دستگاه مهندسی میکرو فرایند (رآکتور میکرو ساختار) می‌تواند چند هزار از این کانال‌ها را شامل شود، و سایز کلی این رآکتور ممکن است به چند متر برسد. هدف مهندسی میکرو فرایند در وهله اول کوچک سازی دستگاه‌های تولیدی نیست، بلکه افزایش بازده و بهگزینی واکنش‌های شیمیایی و در نتیجه کاهش هزینهٔ تولیدات شیمیایی است. این هدف می‌تواند با استفاده از واکنش‌های شیمیایی که در حجم‌های بیشتر قابل اجرا نیستند، یا با اجرای واکنش‌های شیمیایی با پارامترهایی (دما، فشار، غلظت) که در حجم‌های بزرگتر به خاطر محدودیت‌های ایمنی قابل دستیابی نیستند، حاصل شوذ. برای مثال انفجار مخلوط استوکیومتریک دو واحد حجم گاز هیدروژن و یک واحد حجم گاز اکسیژن در میکروکانال‌هایی که قطرشان به اندازه کافی کم است، گسترش نمی‌یابد. به این ویژگی «ایمنی ذاتی» رآکتورهای میکرو ساختار گفته می‌شود. بهبود بازده و بهگزینی با استفاده از واکنش‌های جدید یا انجام واکنش‌ها با پارامترهای خیلی زیاد تحت عنوان «تقویت فرایندد» شناخته می‌شود..

## تاریخچه
از لحاظ تاریخی، مهندسی میکرو فرایند از حدود دهه 1980 نشات میگیرد، هنگامی که روش‌های micromachining مکانیکی برای ساخت نازل‌های جداسازی ایزوتوپ اورانیوم گسترش یافت که اولین بار در تولید مبدل گرمایی در مرکز تحقیقات (هسته ای) کارلسروهه به کار گرفته شد.

## همچنین نگاه کنید
- میکرورآکتور
- شیمی جریان